# Ribonukleoprotein
Ribonukleoprotein (RNP) je jakýkoliv složený protein, který obsahuje ribonukleovou kyselinu RNA jako neproteinovou složku. Mezi nejdůležitější ribonukleoproteiny patří ribozom, spliceozomu, signály rozpoznávajících částice, telomerázy, snRNP, snoRNP, RNázaP nebo hnRNP.
Ribonukleoproteiny zastávají ochrannou funkci především pro mRNA, protože je náchylná k poškození. Jejich dalšími funkcemi jsou podpora replikace DNA, regulace genové exprese a regulace centrálního metabolismu RNA. Stejný systém se nachází také u virů, které navázáním na bílkovinu chrání své molekuly RNA  před působením enzymů, které by je mohly zničit.

## Ribozom

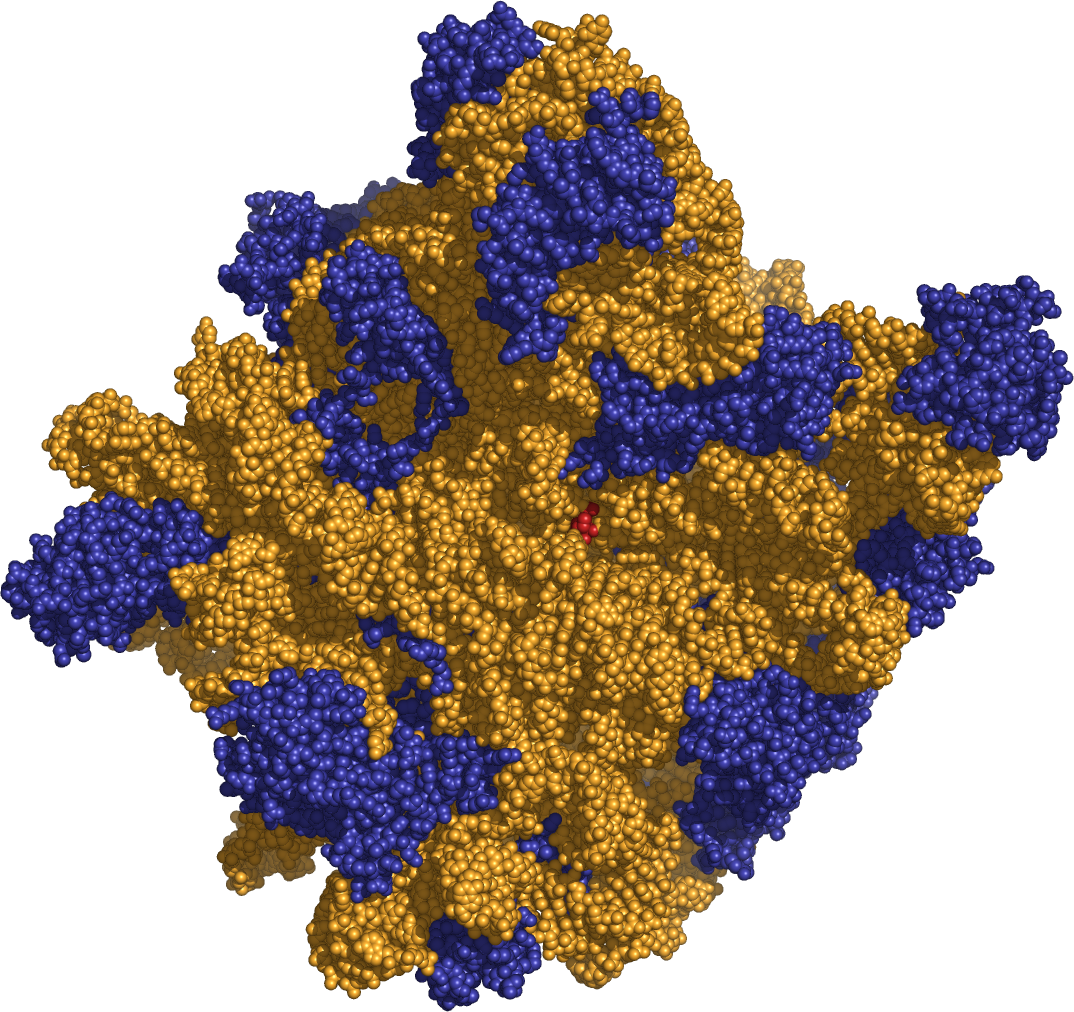
Ribozom je komplikovaný ribonukleoprotein složený z mnoha proteinů (modře) a molekul RNA (oranžově)

Ribozomy jsou nejznámějším příkladem proteinů, které se vážou na RNA. Jedná se o vysoce komplexní molekulární aparát, tvořený jednou nebo více ribozomálními RNA a bílkovinami. Nacházejí se v buněčné cytoplazmě nebo jsou zakotvené v hrubém endoplazmatickém retikulu.
Hlavní funkcí ribozomů je přenést zprávu z RNA do aminokyselinové sekvence bílkovin.
Ribozomy jsou přítomné prakticky ve všech živých bytostech - od malých bakterií po velké savce. Velikost a struktura ribozomů se liší u eukaryotických a prokaryotických organismů.

## Spliceozom
Spliceozom je tvořen částicemi snRNP (small nuclear RiboNucleoProtein - malý jaderný ribonukleoprotein), které jsou složené z molekul snRNA (small nuclear RiboNucleic Acid - malá jaderná RNA) a různých bílkovin.
V spliceozomu probíhá splicing (sestřih), tedy odstraňování intronů z pre-mRNA. Spliceozom se nachází především v jádře eukaryotických buněk.

## Signál rozpoznávající částice

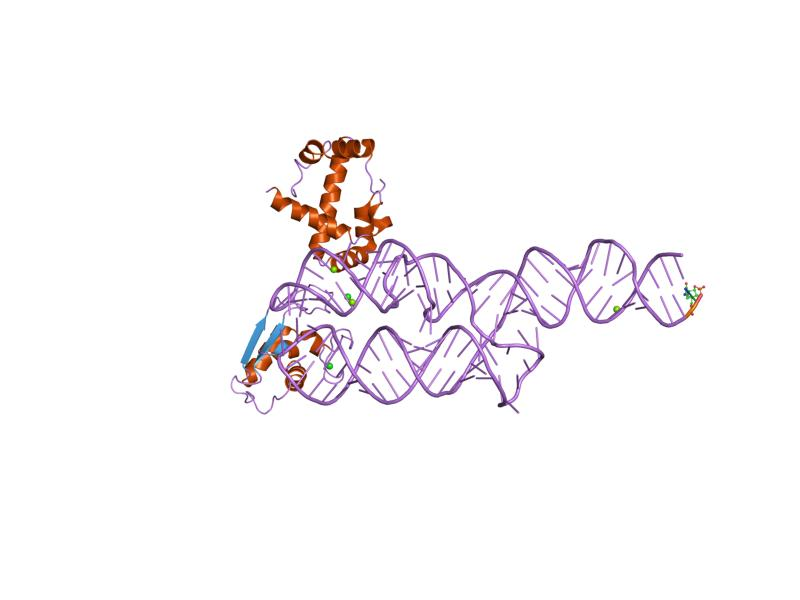
Příklad lidského signálu rozpoznávajícího částice - RNA fialová šroubovice a bílkoviny modře a hnědě.

Signál rozpoznávající částice (Signal Recognition Particle - SRP) je velký komplex složený z RNA a bílkovin. Obvykle má velikost 325 kilodaltonů a obsahuje řetězec o délce 300 nukleotidů a šest různých polypeptidů.
SRP má důležitou funkci v regulaci procesu translace (výroba bílkovin na ribozomech).

## Telomeráza
Telomeráza je velký ribonukleoproteinový komplex o molekulové hmotnosti kolem 500 kilodaltonů. Je složený z enzymu TERT(telomerázová reverzní transkriptáza) a telomerázové RNA komponenty.
Telomeráza pracuje jako enzym, který je schopen prodlužovat samotné konce eukaryotických chromozomů (telomery).
Za výzkum telomeráz byla v roce 2009 udělena Nobelova cena za fyziologii a medicínu Elizabeth Blackburnové, Carol W. Greiderové a Jacku W. Szostakovi.

## snRNP
snRNP (small nuclear ribonucleoprotein - malý jaderný ribonukleoprotein) je komplex snRNA s několika bílkovinnými podjednotkami vyskytující se v buněčném jádře. Jednotlivé snRNP dosahují velikostí kolem 250 kDa. Kombinací několika snRNP dále vzniká spliceozom.
snRNP je významnou skupinou jaderných ribonukleoproteinů.

## snoRNP
snoRNP (small nucleolar ribonucleoprotein - malý jadérkový ribonukleoprotein) je komplex snoRNA a bílkovin vyskytující se v buněčném jadérku.
SnoRNP komplexy se účastní zejména úprav ribozomální RNA (rRNA) v jadérku. Zprostředkovávají zejména methylaci na 2' hydroxylové skupině ribózy a tvorbu pseudouridinu (izomer uridinu).

## RNázaP
RNáza (ribonukleáza) je enzym ze skupiny nukleáz, který štěpí řetězce ribonukleové kyseliny (RNA). RNázy jsou obvykle proteinové povahy, pouze RNázaP je ribozym. V buňkách se většina RNáz, podobně jako RNázaP, podílí na sestřihu pre-rRNA (u bakterií například RNáza III, RNáza E, RNáza F, RNáza D).

## hnRNP
hnRNA (heterogenní nukleární RNA, prekurzorová RNA nebo také pre-RNA) je označení pro RNA bezprostředně po jejím vzniku, tedy po primárním transkriptu.
RNA vzniká v buňce transkripcí a ihned prochází posttranskripčními úpravami. Je to především přidání poly(A) konce a čepičky. Je také podrobena splicingu. Předtím, než jmenovanými úpravami projde, se označuje jako primární transkript.